# Rubén Ayala
Rubén Hugo Ayala Sanabria (Humboldt, Santa Fe, 8 de enero de 1950) es un exfutbolista argentino y actualmente entrenador, aunque también tiene nacionalidad mexicana. Jugaba de delantero y su primer equipo fue el Club Atlético San Lorenzo de Almagro. Pasó su infancia en la localidad de Gerli (Provincia de Buenos Aires), siendo su comienzo amateur en el Club Amor y Lucha de dicha localidad junto con Ramón "Cacho" Heredia. Actualmente dirige al Club León Categoría Sub-20.

## Trayectoria
Ha jugado desde niño en las categorías inferiores del San Lorenzo de Almagro. Su fichaje para la entidad azulgrana fue pintoresco: era requisito para inscribirlo como juvenil en los registros de AFA la existencia de un documento de identidad a nombre del niño, que no poseía el "Ratón" ni podía obtenerse sin el concurso de su padre, que no quería que fuese futbolista. Un allegado al club firmó en los formularios pertinentes para obtener el documento de identidad, y así Rubén fue jugador del Ciclón junto con su amigo "Cacho" Heredia, desde entonces y hasta 1968, año en el que pasó a formar parte de la primera plantilla. En este equipo jugó 123 partidos de liga marcando un total de 47 goles y siendo pieza clave del San Lorenzo bicampeón de 1972, que intervino en la edición 1973 de la Copa Libertadores de América llegando a semifinales. 
En 1973 pasó a la liga española para jugar con el Atlético de Madrid. Debuta en la Primera división el 12 de octubre de 1973 en el partido RCD Español 1:0 Atlético. 
Con este equipo consiguió un subcampeonato de Liga en su primera temporada. Con el Atlético de Madrid ganó una Liga y una Copa del Rey. Además consiguió un subcampeonato de la Copa de Europa, aunque Ayala no pudo jugar la final que su equipo perdió contra el Bayern Múnich por estar sancionado. Al año siguiente se proclamó campeón de la Copa Intercontinental marcando el segundo y decisivo gol de su equipo contra Independiente de Avellaneda en el Estadio Vicente Calderón. 
Ayala jugó en el equipo rojiblanco hasta el final de la temporada 79-80. Disputó un total de 169 partidos en Primera división marcando 45 goles.
Del año 1975 data un todavía hoy recordado anuncio televisivo argentino, dirigido por Eliseo Subiela con guion de Alicia Rosendorn, creativa de la agencia AFS publicidad, para una marca de calzado deportivo (Interminable), cuando ya usaba la rojiblanca del Atlético. La frase que, mirando a la lente de la cámara, pronunciaba con voz suave mientras entrenaba en el estadio Monumental de River Plate el Ratón Ayala, "En Europa no se consiguen", se ha hecho proverbial en su país.
En 1980 se marchó a la liga mexicana de fútbol donde juega una temporada en el Jalisco y
tres temporadas en el Potros del Atlante antes de retirarse de los terrenos de juego.
Después de su carrera como futbolista empezó su carrera como entrenador en México. Ha entrenado a varios equipos mexicanos: Cobras de Querétaro, Tampico-Madero, Cobras de Ciudad Juárez, Correcaminos de la UAT y Tuzos del Pachuca. Con este último equipo consiguió un trofeo de Invierno y un trofeo Apertura en la liga mexicana. Actualmente dirige al Club León Sub-20.

## Selección nacional
Ha sido internacional con la selección de Argentina en 25 ocasiones. Su debut como internacional se produjo en 1969 en un partido contra Corea del Norte. Marcó un total de 11 goles con su selección.

### Participaciones en Copas del Mundo
Ha participado con la selección de Argentina en la Copa Mundial de Alemania Occidental de 1974 disputando seis encuentros contra Polonia, Italia, Haití, Países Bajos, Brasil y Alemania Oriental. Ayala marcó un gol en ese Mundial en el partido contra Haití. Se hizo famoso al jugar con el cabello más largo de la historia de los Mundiales. Se ha dicho que el Ratón hizo un juramento de que no se cortaría el cabello hasta después del Mundial desde que su equipo lograra clasificarse.
| Mundial              | Sede     | Resultado     | Partidos | Goles |
| -------------------- | -------- | ------------- | -------- | ----- |
| Copa Mundial de 1974 | Alemania | Segunda ronda | 6        | 1     |

### Participaciones en eliminatorias
| Torneo            | Sede         | Resultado   | Partidos | Goles |
| ----------------- | ------------ | ----------- | -------- | ----- |
| Eliminatoria 1974 | Ida y vuelta | Clasificado | 4        | 5     |

## Estadísticas

### Como jugador
| San Lorenzo Argentina |               |               |     |     |    |    |    |     |     |     |
| 1.ª | 1968          | 1             | 0   | -   | -  | -  | -  | 1   | 0   |     |
| 1.ª | 1969          | 17            | 8   | 5   | 3  | -  | -  | 22  | 11  |     |
| 1.ª | 1970          | 16            | 1   | 7   | 4  | -  | -  | 23  | 5   |     |
| 1.ª | 1971          | 34            | 12  | -   | -  | -  | -  | 34  | 12  |     |
| 1.ª | 1972          | 38            | 22  | -   | -  | -  | -  | 38  | 22  |     |
| 1.ª | 1973          | 14            | 4   | -   | -  | 9  | 6  | 23  | 10  |     |
| 1.ª | Total club    | 120           | 47  | 12  | 7  | 9  | 6  | 141 | 60  |     |
| Atlético de Madrid · España |               |               |     |     |    |    |    |     |     |     |
| 1.ª | 1973-74       | 21            | 5   | -   | -  | 4  | 1  | 25  | 6   |     |
| 1.ª | 1974-75       | 30            | 5   | -   | -  | 5  | 3  | 35  | 8   |     |
| 1.ª | 1975-76       | 34            | 13  | 9   | 1  | 4  | 1  | 47  | 15  |     |
| 1.ª | 1976-77       | 34            | 13  | 1   | 0  | 8  | 5  | 43  | 18  |     |
| 1.ª | 1977-78       | 24            | 4   | -   | -  | 6  | 0  | 30  | 4   |     |
| 1.ª | 1978-79       | 24            | 4   | -   | -  | -  | -  | 24  | 4   |     |
| 1.ª | 1979          | 2             | 1   | -   | -  | 1  | 0  | 3   | 1   |     |
| 1.ª | Total club    | 169           | 45  | 10  | 1  | 28 | 10 | 207 | 56  |     |
| Jalisco · México |               |               |     |     |    |    |    |     |     |     |
| 1.ª | 1980          | 27            | 15  | -   | -  | -  | -  | 27  | 15  |     |
| 1.ª | Total club    | 27            | 15  | 0   | 0  | 0  | 0  | 27  | 15  |     |
| Atlante · México |               |               |     |     |    |    |    |     |     |     |
| 1.ª | 1980-81       | 29            | 5   | -   | -  | -  | -  | 29  | 5   |     |
| 1.ª | 1981-82       | 34            | 11  | -   | -  | -  | -  | 34  | 11  |     |
| 1.ª | 1982-83       | 25            | 4   | -   | -  | ?  | 1  | 51  | 0   |     |
| 1.ª | 1983-84       | 37            | 8   | -   | -  | -  | -  | 37  | 8   |     |
| 1.ª | Total club    | 125           | 28  | 0   | 0  | ?  | 1  | 125 | 29  |     |
| Total carrera | Total carrera | Total carrera | 441 | 135 | 22 | 8  | 37 | 17  | 500 | 160 |
| (1) Incluye datos de la Copa Argentina (1969, 1970), Copa del Rey (1975-76, 1977-78). (2) Incluye datos de la Copa Libertadores (1973), Copa de Campeones de Europa (1973-74, 1977-78), Copa de la UEFA (1974-75), Copa Intercontinental (1974), Recopa de Europa (1975-76, 1976-77, 1979-80), Copa de Campeones de la CONCACAF (1983). (3) No incluye goles en partidos amistosos. |               |               |     |     |    |    |    |     |     |     |

### Como entrenador
| Club                                          | País   | Año       |
| --------------------------------------------- | ------ | --------- |
| Cobras de Ciudad Juárez                       | México | 1986-1987 |
| Tampico Madero                                | México | 1987-1988 |
| Cobras de Ciudad Juárez                       | México | 1988-1989 |
| Correcaminos de la UAT                        | México | 1992-1994 |
| Pachuca                                       | México | 2005      |
| Universidad del Fútbol y Ciencias del Deporte | México | 2008-2010 |
| Titanes de Tulancingo                         | México | 2011-2012 |
| Murciélagos Fútbol Club                       | México | 2012      |
| León                                          | México | 2017      |

## Palmarés

### Como jugador

#### Campeonatos nacionales
| Título           | Club               | País      | Año     |
| ---------------- | ------------------ | --------- | ------- |
| Primera División | San Lorenzo        | Argentina | M-1972  |
| Primera División | San Lorenzo        | Argentina | N-1972  |
| Copa del Rey     | Atlético de Madrid | España    | 1975-76 |
| Primera División | Atlético de Madrid | España    | 1976-77 |

#### Copas internacionales
| Título                           | Club               | Sede final | Año  |
| -------------------------------- | ------------------ | ---------- | ---- |
| Copa Intercontinental            | Atlético de Madrid | Madrid     | 1974 |
| Copa de Campeones de la Concacaf | Atlante            | México DF  | 1983 |

### Como entrenador

#### Campeonatos nacionales
| Título  | Club    | País   | Año  |
| ------- | ------- | ------ | ---- |
| Liga MX | Pachuca | México | 2001 |
| Liga MX | Pachuca | México | 2003 |

### Distinciones individuales
| Distinción                                     | Año  |
| ---------------------------------------------- | ---- |
| Máximo goleador de la Copa Argentina (5 goles) | 1970 |